# Fengjiazhai Xiang
Fengjiazhai Xiang (kinesiska: 冯家寨乡, 冯家寨) är en socken i Kina. Den ligger i provinsen Hebei, i den norra delen av landet, omkring 340 kilometer söder om huvudstaden Peking. Antalet invånare är 40 844. Befolkningen består av 20 208 kvinnor och 20 636 män. Barn under 15 år utgör 26,0 %, vuxna 15-64 år 67 %, och äldre över 65 år 5,0 %.
Genomsnittlig årsnederbörd är 618 millimeter. Den regnigaste månaden är juli, med i genomsnitt 214 mm nederbörd, och den torraste är januari, med 4 mm nederbörd.